# Carles Sentís i Anfruns
Carles Sentís i Anfruns (Barcelona, 9 de desembre de 1911 - Barcelona, 19 de juliol de 2011) va ser un periodista, escriptor i polític català. Fou un dels principals artífexs del retorn a Catalunya de Tarradellas des de l'exili.
Va ser també secretari del conseller de Finances de la Generalitat de Catalunya, Martí Esteve, al govern de Lluís Companys; Esteve militava a Acció Catalana (centreesquerra), no a ERC, el partit del president. Després dels fets d'octubre de 1934, que acaben amb el govern català detingut (Sentís també és fet presoner al Ciudad de Cádiz), s'apropa a l'entorn periodístic de la Lliga de Cambó i, en esclatar la guerra, se'n va a Itàlia amb altres periodistes afins.
Sentís participà en els serveis d'informació de Cambó, fent informes per a ell que nodriren tant mitjans de comunicació conservadors d'arreu com les mateixes tropes franquistes.
Pel que fa a l'activitat periodística, va ser col·laborador i corresponsal en diversos diaris i revistes, com ara Destino, ABC, La Vanguardia, Clarín i El Correo Catalán.

## Biografia
Carles Sentís va néixer el 9 de desembre de 1911 a la ciutat de Barcelona. Fill de Josep Sentís i Vilanova i de Maria Encarnació Anfruns i Armengol. Va estudiar dret a la Universitat de Barcelona, ampliant posteriorment els seus estudis a La Sorbona de París. El 1936 s'exilià a París, i després anà al front de les tropes franquistes, on arribà a ser alferes provisional.
Entre 1977 i 1981, fou vocal de l'Ateneu Barcelonès, amb Josep Andreu i Abelló com a president. Fou un personatge molt vinculat a Palafrugell, municipi on hi ha un mirador amb el seu nom.
El fons documental, fotogràfic i hemeroteca de Carles Sentís de 1934 a 2001 ha estat donat a l'Arxiu Montserrat Tarradellas i Macià.
Germà de Lluís Sentís i Anfruns.

## Activitat periodística
Sentís va iniciar la seva activitat periodística als anys trenta col·laborant amb els diaris La Publicitat, L'Instant, La Veu de Catalunya i amb setmanaris com Mirador. Va destacar la seva sèrie de reportatges sobre el Transmiserià, els autocars clandestins que transportaven immigrants de Múrcia i Andalusia cap a Catalunya, on va viatjar fent-se passar per un d'ells, anticipant les modernes tècniques del reporterisme.
Sembla ser el primer a emprar el concepte «la Cataluña real», cosa que feu en un article a La Vanguardia escrit poc després de l'ocupació franquista de Barcelona. Aquest concepte, molt utilitzat després per distingir entre els resultats electorals i una suposada realitat no patent està inspirat en el concepte essencialista «pays réel», formulat per Charles Maurras, inspirador intel·lectual del nacionalisme integral.
Durant la dècada del 1940 fou corresponsal de guerra de diversos mitjans, destacant les seves cròniques als diaris ABC i La Vanguardia, sobre els conflictes de l'Àfrica. Posteriorment, en finalitzar la Segona Guerra Mundial, assistí a l'alliberament del camp de concentració de Dachau per l'exèrcit nord-americà i a les sessions dels Judicis de Nuremberg.
Corresponsal durant alguns anys a Nova York i París, fou director de l'agència EFE el 1963, del diari Tele/eXpres el 1966 i de Ràdio Barcelona el 1972. Fou degà del Col·legi de Periodistes de Catalunya i president del Centre Internacional de Premsa de Barcelona. Col·laborava a l'Avui i a La Vanguardia, diari del qual fou membre del consell de direcció.
Ha publicat nombrosos llibres que reflecteixen la seva llarga trajectòria de cronista del segle xx.

## Activitat política
Acabada la Guerra Civil, Sentís mai va amagar les seves simpaties pel nou règim del general Franco. Va saber complaure plenament els interessos de la nova realitat política d'aquella Espanya repressora, desprestigiada i necessitada d'una imatge internacional. Sentís va funcionar com a perfecte ambaixador. Després de la mort del dictador va fer costat al president Adolfo Suárez.
L'any 1977 fou escollit en les eleccions generals diputat per la província de Barcelona al Congrés dels Diputats pel partit d'Unió de Centre Democràtic (UCD), essent reescollit en les eleccions generals de 1979. Durant la seva estada al Parlament fou nomenat vicepresident de la Comissió d'Afers Estrangers. En abandonar el Parlament espanyol l'any 1982 fou nomenat Conseller del Regne.
Des de la seva posició a Madrid, Sentís va defensar el restabliment de la Generalitat de Catalunya, contribuint activament al retorn del president Josep Tarradellas. L'any 1977 fou nomenat Conseller sense cartera de la Generalitat de Catalunya en el primer govern de Josep Tarradellas, càrrec que abandonà el 1980.

## Premis i distincions

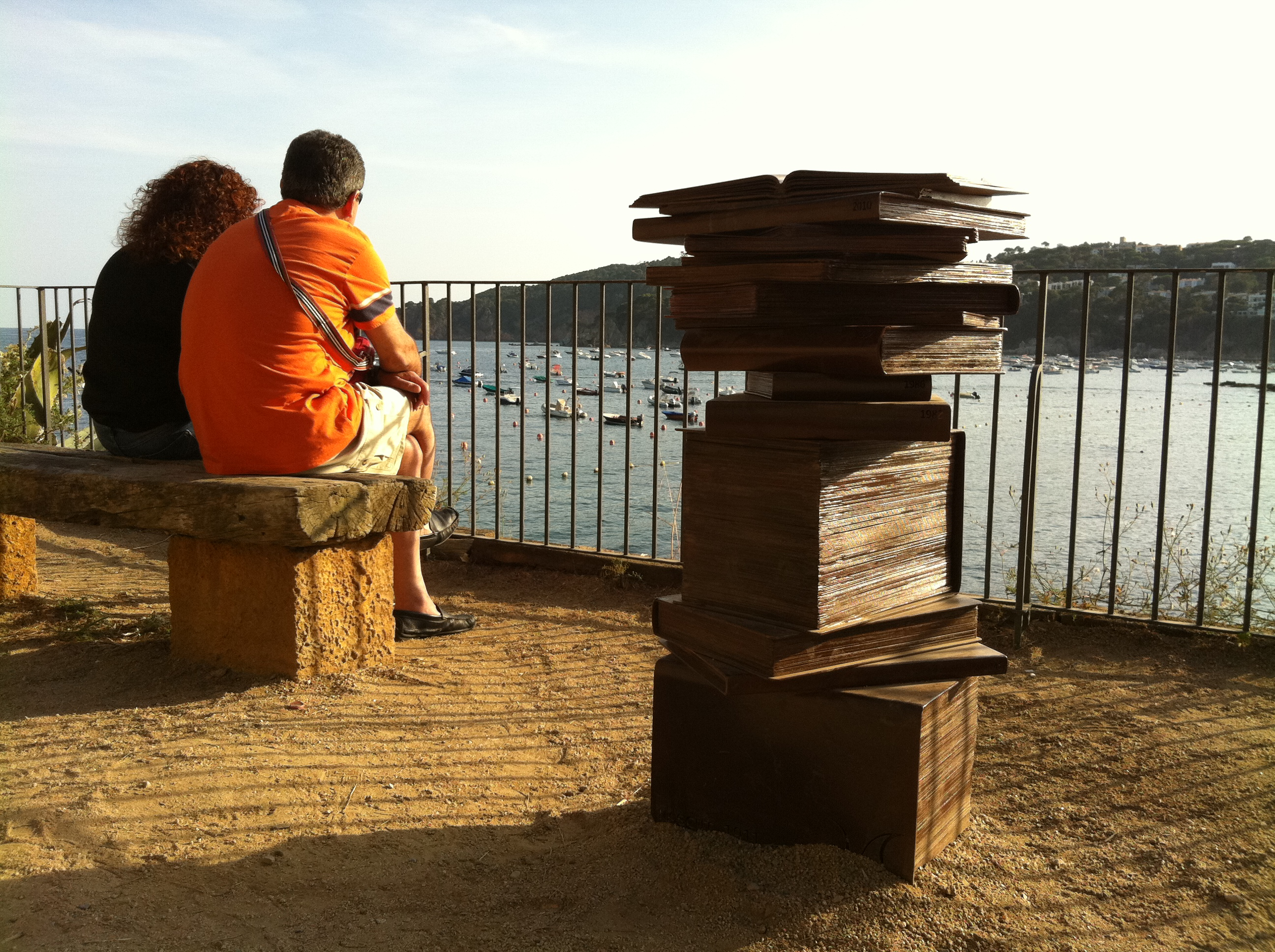
Mirador en homenatge a Carles Sentís a Calella de Palafrugell

- Legió d'Honor de França en grau de comendador.
- 1986: Premi Creu de Sant Jordi
- 1989: Premi Ciutat de Barcelona de Periodisme
- 1998: Premi Nacional de Periodisme, concedit per la Generalitat de Catalunya
- 2008: Medalla al Mèrit en el Treball

## Obra escrita
- 1942: La Europa que he visto morir
- 1945: África en blanco y negro: del Congo a Argel con el General De Gaulle
- 1945: La paz vista desde Londres: de Dachau a Picadilly en el día de la victoria
- 1951: Tragedia política en el Caribe: ¿Puerto Rico o Puerto Pobre?
- 1953: Cómo eres (Usted es así)
- 1977: Manuel Fraga Iribarne: perfil humano y político
- 1981: 100 articles d'en Sentis
- 1982: Protagonistas que conocí
- 1986: Ara
- 1994: Viatge en Transmiserià: crònica viscuda de la primera gran emigració a Catalunya
- 1995: El procés de Nurenberg viscut per Carles Sentís
- 1999: Al filo del nuevo siglo: reflexiones d'un periodista
- 2001: Reviure la Costa Brava
- 2002: I de sobte, Tarradellas
- 2004: L'instant abans del 36
- 2004: Seis generaciones de Borbones y un cronista
- 2006: Memòries d'un espectador (1911-1950)
- 2008: Jardins de Cap Roig: història-cultura-natura
- 2011: Cien años de sociedad. Recuerdos d'un periodista centenario